# Eisbach (Autriche)
Pour les articles homonymes, voir Eisbach (homonymie).
Eisbach est une ancienne commune autrichienne du district de Graz-Umgebung en Styrie. Le 1er janvier 2015 les communes d'Eisbach, Gratwein, Gschnaidt et Judendorf-Straßengel fusionnèrent pour former le bourg de Gratwein-Straßengel.